# Maoskapel
De Maoskapel of Heilig-Hartkapel is een kapel in Stramproy in de Nederlandse gemeente Weert. De kapel staat aan de kruising van de Wilhelminastraat met de Molenweg en tegenover de straat staat de windmolen Sint Jan.
Op ruim 400 meter naar het westen staat het Vredesmonument.
De kapel is gewijd aan de Heilig Hartverering.

## Geschiedenis
In de jaren 1770 werd de kapel en de molen reeds op de Ferrariskaart weergegeven. De kapel werd steeds onderhouden door de molenaar.
In 1898 werden de molen en de kapel eigendom van de broers Sjang en Dorus Maes die bierbrouwers waren op De Kroon in Stramproy. Naar deze familie is de kapel vernoemd.
In 1950 gaf het kerkbestuur aan kunstenaar Cor van Geleuken de opdracht om een nieuwe kapel te bouwen.
In 1960 liet de pastoor tussen het altaar en de houten achterwand een hoge gebogen bakstenen muur metselen.
In mei 2008 was de kapel in vervallen toestand en werd ze gesloopt om daarna herbouwd te worden. Met de herbouw kwam de gebogen bakstenen tussenwand niet terug en werd er een nieuwe fundering en basementvloer gestort. Op 26 juni 2009 werd de herbouwde kapel opnieuw ingezegend.

## Bouwwerk
De open kapel heeft een rechthoekig plattegrond en is geplaatst op een rechthoekige verhoging met aan de voorzijde drie bakstenen treden. Voor de kapel bevindt zich een zeshoekig plaatsje van Maaskeien die omgeven wordt door een lage bakstenen muur. De kapel bestaat uit een houten achterwand, houten zijwanden die onder een schuine hoek het dak dragen, aan de voorzijde twee ronde kolommen en op het geheel is een laag schilddak geplaatst. Het dak is met leien bekleed en midden op het dak staat een smeedijzeren kruis.
Van binnen zijn de wanden van de kapel Maria-blauw geschilderd met tussendoor witte planken waardoor er een ruitmotief ontstaat. Voor de achterwand is het gemetselde altaar geplaatst dat in baksteen is uitgevoerd. Aan de voorzijde van het altaar zijn er twee reliëfs aangebracht, waarvan de linker Jakobus de Meerdere toont en de rechter Sint-Willibrordus. Op het altaar staat een bijna levensgroot betonnen Heilig-Hartbeeld, gekleed in een licht gewaad en een gele mantel. Het beeld en de reliëfs stammen uit 1950 van de hand van Cor van Geleuken.